# غريفز (مسلسل)
غريفز (بالإنجليزية: Graves) مسلسل كوميديا سياسية أمريكي. إعداد جوشوا مايكل ستيرن، عرض على إيبيكس في 16 أكتوبر، 2016.

## الممثلين والشخصيات

### شخصيات رئيسية
- نيك نولتي بدور الرئيس السابق ريتشارد غريفز[1][2]
- سيلا وارد بدور مارغريت غريفز[3]
- أنجيليكا ماريا بدور رامونا ألفاريز
- سكايلار أستن بدور إيزاياه ميلر
- كايي هيرنانديز بدور سامانثا
- كريس لأول بدور جيريمي غريفز

## وصلات خارجية
- الموقع الرسمي
- غريفز على موقع IMDb (الإنجليزية)
- غريفز على موقع ميتاكريتيك (الإنجليزية)
- غريفز على موقع روتن توميتوز (الإنجليزية)
- غريفز على موقع كينوبويسك (الروسية)
- غريفز على موقع ألو سيني (الفرنسية)
- غريفز على موقع قاعدة بيانات الفيلم (الإنجليزية)